# L'Observatoire du temps
L'Observatoire du temps est une œuvre de l'artiste espagnol Jaume Plensa, située à Auch, dans le Gers.
À la suite de la crue de 1977 dans le Gers, l'artiste Jaume Plensa a décidé d’entreprendre un projet afin de garder le souvenir de cette catastrophe naturelle dans la ville d'Auch. En 1992, sur le palier supérieur de l'escalier monumental, est exposée une plaque en bronze. Cette sculpture contemporaine, nommée L'Observatoire du Temps, n'est qu'une première partie du travail de Jaume Plensa sur cette catastrophe. Il a réalisé, au bout de la passerelle Saint-Pierre, une œuvre complémentaire, L'Abri impossible.

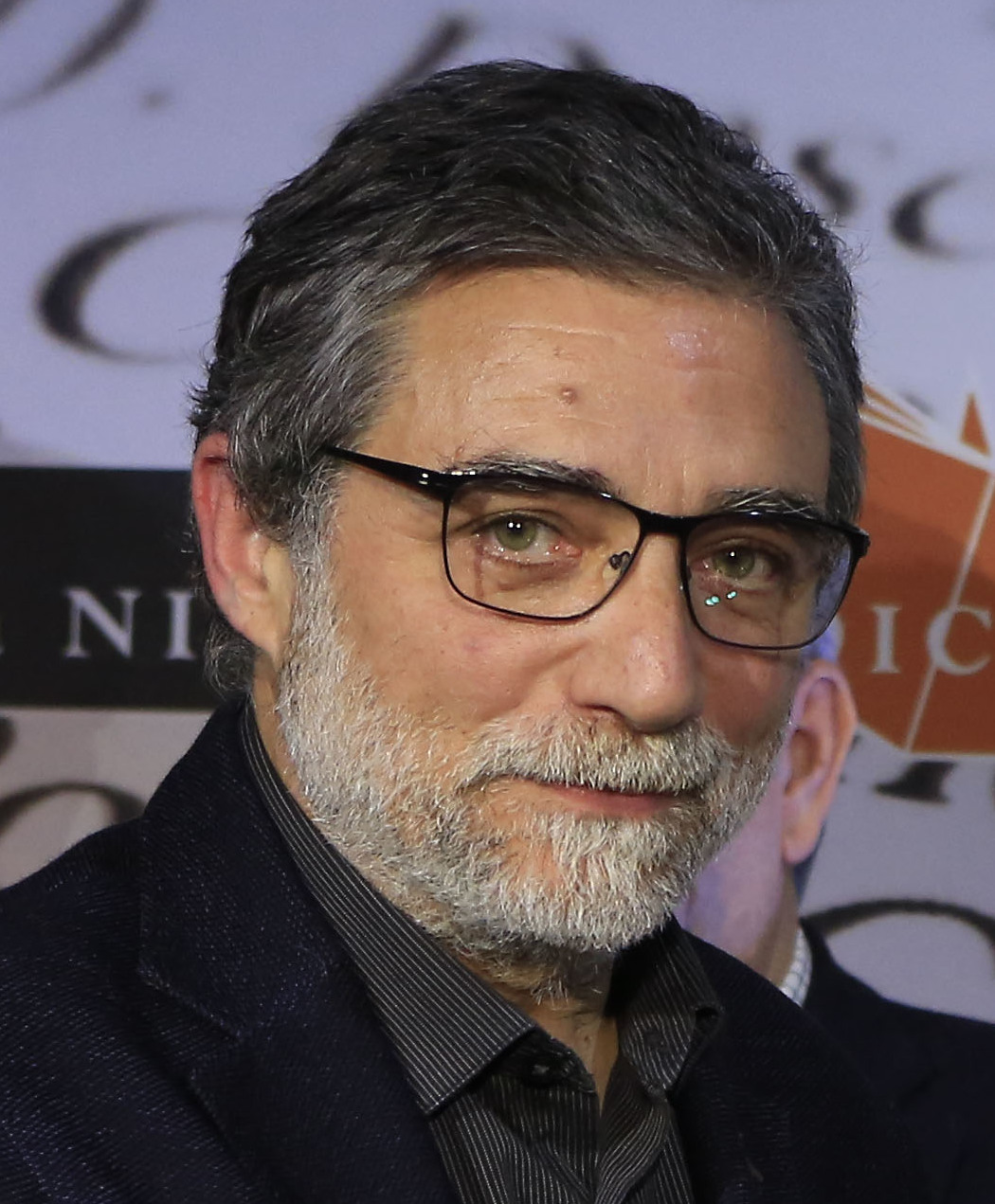
Jaume Plensa

## L'Observatoire du tempset sa création

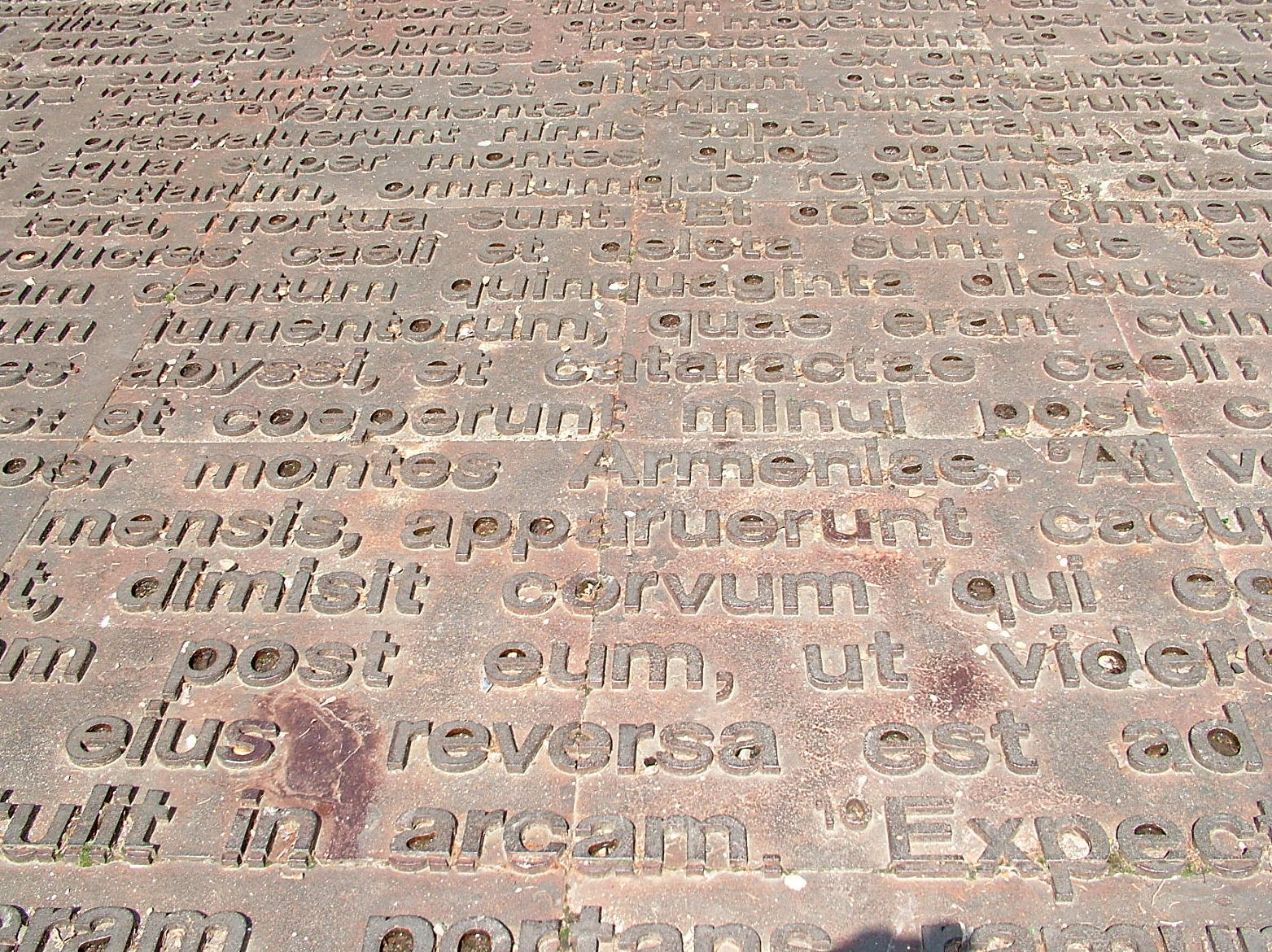
Détail de l'Observatoire du temps, placé sur un palier de l'Escalier monumental d'Auch

### L'escalier monumental
Site classé remarquable et inscrit à l’inventaire supplémentaire des monuments historiques, l'Escalier monumental d'Auch est composé de 374 marches reliant par la place Salinis qui se situe en « haute ville » à la « basse ville ». Cet escalier, inauguré en 1863, est composé de deux volées convergentes se rejoignant sur une première esplanade, ainsi que de deux paliers en terrasses où se trouve, sur le palier supérieur, L'Observatoire du temps et, sur le palier inférieur, une statue du célèbre D'Artagnan.
Depuis 2008, de grand travaux ont été entrepris pour restaurer cet espace historique. Cependant, cet escalier monumental à une histoire particulière car il s'agit d'un monument déterminant pour la ville d'Auch. Il a contribué au quotidien des habitants qui ont utilisé cet escalier central pour pouvoir plus facilement se rendre en haute ville en évitant de passer par des passages peu pratiques et fuir l'eau susceptible de monter dans la basse ville.

### L'Observatoire du temps
L'Observatoire du Temps est représenté par une sculpture contemporaine réalisée en 1992 par l’artiste catalan Jaume Plensa.
Sur le palier supérieur de l’escalier monumental, l’artiste a reproduit en lettres de bronze l’évocation biblique du déluge, en mémoire des inondations qui ont touché la ville en 1977. L’œil de verre, tel une vigie symbolique, scrute le ciel.
Ce surprenant parterre de mots est complété par la deuxième partie de l’œuvre, L'Abri impossible, installé en regard sur l'autre rive à l’extrémité de la passerelle Saint-Pierre. Cette sculpture symbolise un refuge inaccessible rappelant notre impuissance face à la montée irrésistible de l’eau.

### L'Abri impossible
L'Abri impossible est en complément de L'Observatoire du temps. Du haut de ses quatre piliers et de son petit toit en fonte, L'Abri impossible rappelle cette catastrophe. Il est installé sur la rive opposée à L'Observatoire du temps, dans la basse ville, là où l’église Saint-Pierre a été inondée qui, d'ailleurs aujourd'hui, n'a toujours pas été totalement remise en état, le toit ayant toujours des fuites.
En effet, L'Abri impossible est véritablement un abri où il est impossible de s'abriter. Si un homme s'y aventure, il restera bloqué entre ses quatre piliers. Cela rappelle que, lors de la montée des eaux, s’abriter dans une maison signifiait finir noyé entre quatre murs, d’où les quatre piliers. Mais son toit est, lui aussi, impossible, puisque sa forme, une pointe arrondie, empêche d’y grimper. Cela montre aussi le fait que les toits des maisons ne permettaient pas d’échapper à la montée des eaux.